# Karl Harris
Karl Harris (Sheffield, 21 de octubre de 1979-Isla de Man, 3 de junio de 2014) fue un piloto de motociclismo británico tres veces campeón del Campeonato Británico de Supersport. Harris falleció en la carrera de la TT Isla de Man de  2014.

## Biografía
Harris comenzó su carrera en 1996 hasta llegar al Campeonato de Europa de Superstock, ganando el título con la Suzuki GSX-R750. También participó en algunas pruebas del Campeonato Mundial de Supersport en 1999, consiguiendo un cuarto puesto como mejor resultado. Regresó al Reino Unido en 2001, compitiendo con una Suzuki en el Campeonato Británico de Supersport, que ganó. En 2003 y 2004, volvió a competir en Supersport para HM Plant Honda, ganando el título en ambos años.
Harris falleció el 3 de junio de 2014 después de un accidente en la zona del Joey's Corner en la segunda vuelta de la carrera de Superstock del circuito de la TT Isla de Man.

## Resultados en la carrera
| Año  | Serie                              | Posición |
| ---- | ---------------------------------- | -------- |
| 1999 | Campeonato Europeo de Superstock   | 1.º      |
| 2000 | Campeonato Británico de Superbikes | 26.º     |
| 2001 | Campeonato Británico de Supersport | 1.º      |
| 2002 | Campeonato Británico de Superbikes | 12.º     |
| 2003 | Campeonato Británico de Supersport | 1.º      |
| 2004 | Campeonato Británico de Supersport | 1.º      |
| 2005 | Campeonato Británico de Superbikes | 7.º      |
| 2006 | Campeonato Británico de Superbikes | 5.º      |
| 2007 | Campeonato Británico de Superbikes | 11.º     |
| 2008 | Campeonato Británico de Superbikes | 11.º     |
| 2009 | Campeonato Británico de Superbikes | 14.º     |